# Gazelle (značka jízdních kol)

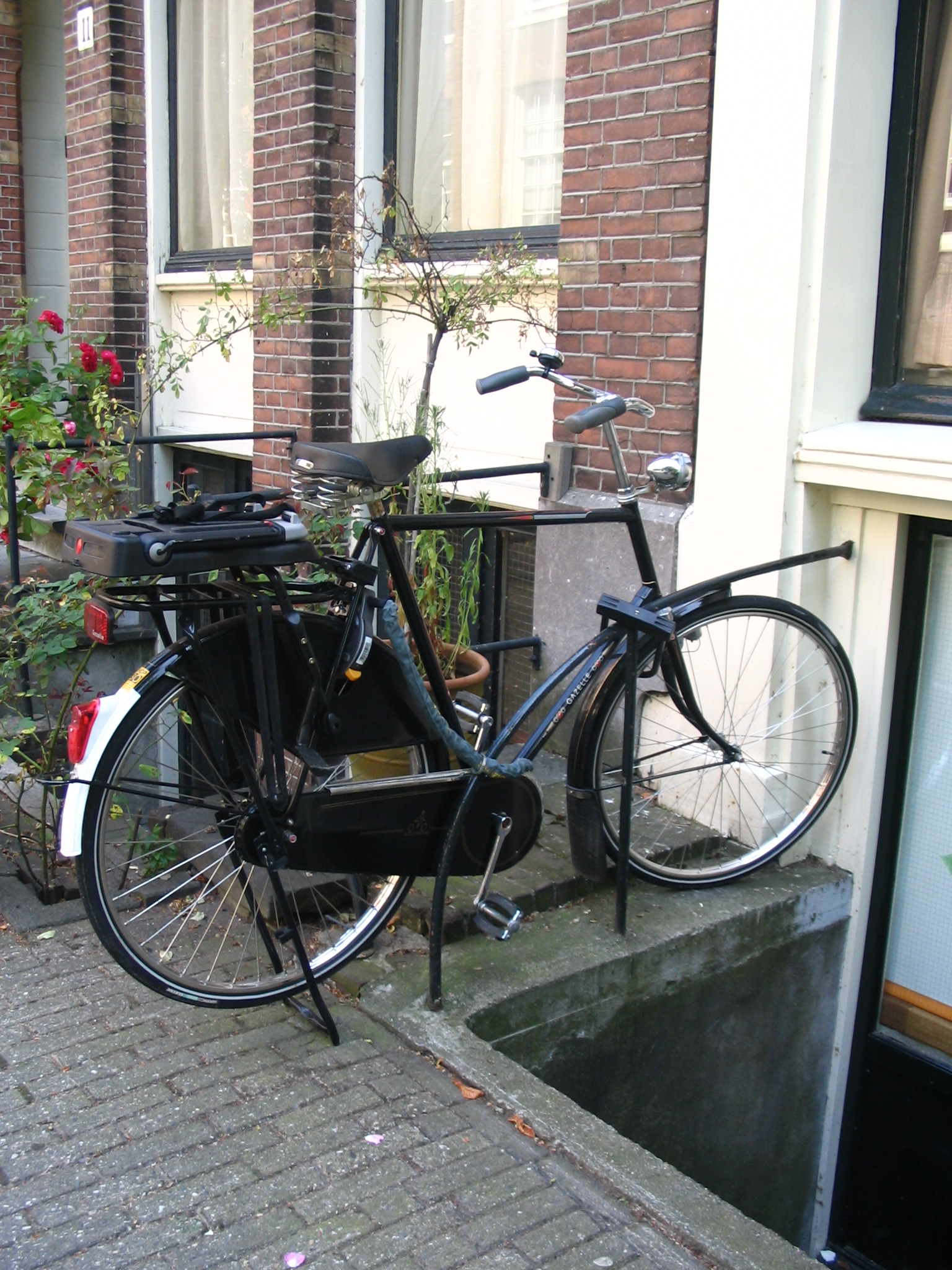
Pánské kolo Gazelle v Amsterdamu

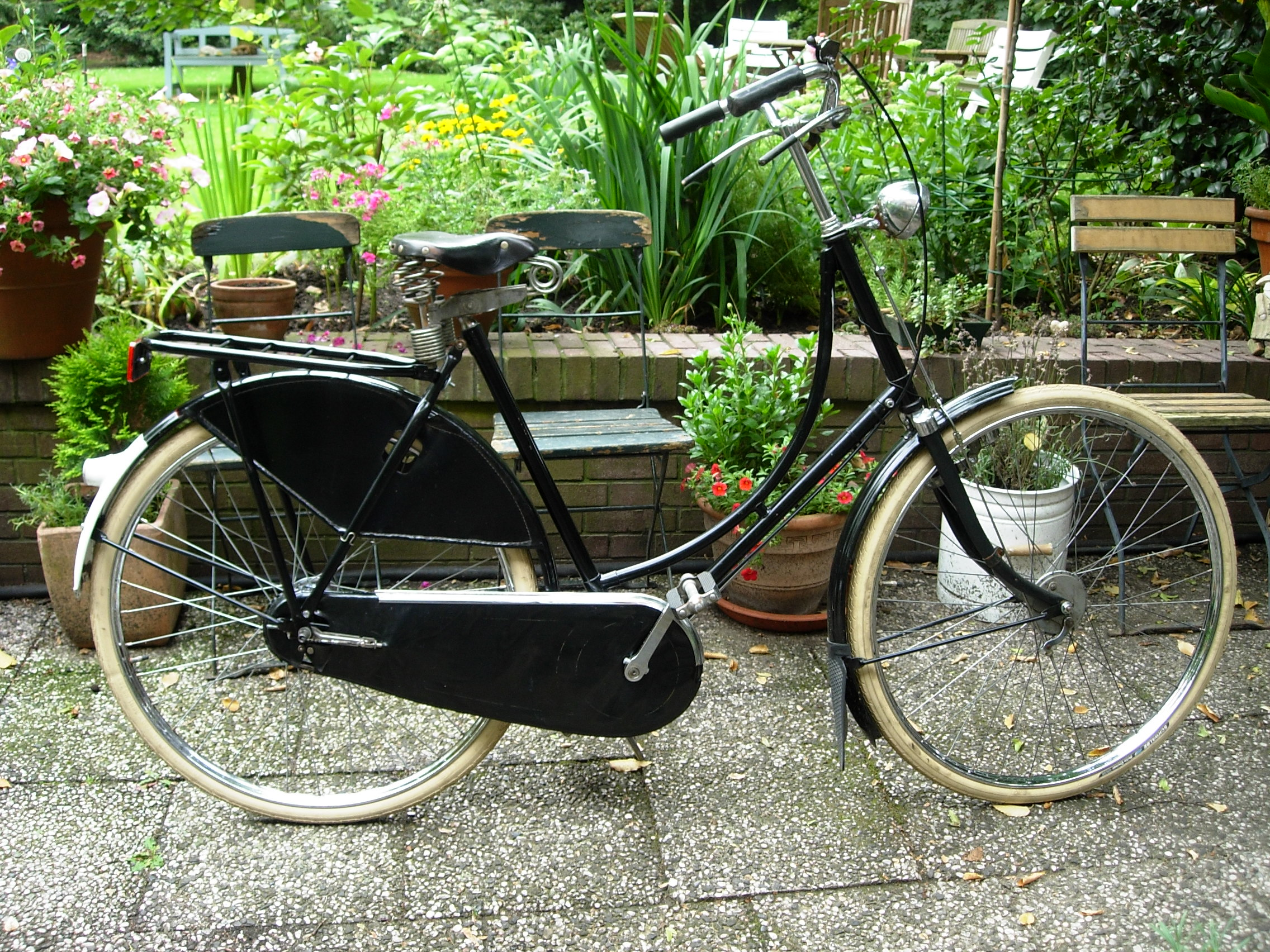
Luxusní dámské kolo Gazelle z roku 1954

Společnost Koninklijke Gazelle N. A. byla založena v roce 1892 Willemem Köllingem a od svého počátku vyráběla jen kola. Během své dlouholeté historie vyrábí kola ve stále stejné továrně v nizozemském městečku Dieren.
V současnosti je Gazelle největším nizozemským výrobcem kol do města[zdroj⁠?!] a expanduje také do ostatních zemí. V Nizozemsku také Gazelle svá kola montuje, a to v továrně, kterou roku 1892 založil W. Kölling.

## Kola do města Gazelle
Obecně spočívá rozdíl mezi koly do města a jinými koly ve způsobu použití kola. Zatímco v českých končinách si většinou pod pojmem kolo každý představí sportovní nářadí, kola do města (tzv. citybikes) jsou především dopravním prostředkem. Jejich primárním účelem není sportovní jízda na kole, ale přeprava nejen po městě co nejpohodlnějším způsobem. Kola jsou stavěna s důrazem na pohodlí – jezdí se na nich vzpřímeně, čemuž odpovídá jiná geometrie rámu kola. Při návrhu kol je dbáno na co největší bezúdržbovost kola. Proto se používají bezúdržbové komponenty jako např. nábojové převodovky a alternátory, různé druhy bubnových brzd apod. Kolo je vždy připraveno k jízdě bez nutnosti seřizování v jakémkoliv počasí a za jakýchkoliv povětrnostních podmínek. Přitom jsou zakryty všechny mechanické části, od kterých hrozí ušpinění nebo poškození oděvu. Na kole je tak možno jezdit v obleku nebo šatech například do práce. Kola je dále možno vybavit bohatým příslušenstvím, například pro přepravu dětí nebo nákladu, jako jsou koše, dětské sedačky, ochranné plexištíty, tašky apod. A již základní modely bývají plně vybaveny blatníky, nosiči, stojany, osvětlením atd.

## Historie
- 1892 – Willem Kölling zakládá svou vlastní společnost na výrobu kol
- 1902 – Willem Kölling vyrábí své první kolo
- 1930 – Gazelle vyrábí své první skládací kolo
- 1935 – Gazelle představuje první tandem
- 1959 – Gazelle si nechává patentovat první 3rychlostní převodový systém s ovládáním pomocí gripu na řídítkách
- 1980 – Gazelle představuje první klikovou nápravu s kuličkovým ložiskem
- 1990 – Gazelle vyvíjí a představuje ve spolupráci s Nike a TNO „kolo budoucnosti“
- 1993 – Gazelle představuje modelovou řadu „hybridních kol“ – kola do města osazená technologií horských kol
- 1995 – Gazelle jako první představuje první odpruženou vidlici pro kola určená pro nizoemský trh
- 1996 – Gazelle Shuttle – první mechanismus umožňující plně nastavit řídítka do různých poloh bez nutnosti použití nářadí
- 1999 – Gazelle si nechává patentovat zvonek integrovaný do řídítek jako „grip“
- 2000 – Gazelle uvádí na trh nosič „všechno v jednom“ obsahující nosič, světlo, pumpičku a popruhy
- 2002 – Gazelle představuje „Seat switch“ – plně nastavitelné sedlo bez nutnosti použít nářadí
- 2003 – Gazelle představuje stojak kola „Powerclick“ – často označovaný jako nejlepší a nejstabilnější stojan kola
- 2004 – Gazelle představuje použití technologie LED v osvětlení a nábojový alternátor
- 2005 – Gazelle uvádí na trh Anti-theft chain
- 2006 – Světlo „In-Side LED“ a „Lite Hybrid Superieur“ získává hlavní cenu v „Innovation Award“ (cena za inovace)
- 2006 – Představení sedla, které je jednoduše nastavitelné ve 4 směrech
- 2007 – K 115 výročí představuje Gazelle model kola Toer Populair 115 a ke konci roku také první elektrokolo – Orange Innergy
- 2008 – Gazelle představuje první karbonovou vidlici se vzduchovým odpružením, novou generaci mechanismu k rychlému a pohodlnému nastavení řídítek bez nářadí a zadní světlo „Slim Vision“ integrované do nosiče.

## Současnost Gazelle
Stěžejním programem jsou pro Gazelle stále kola do města, kterých, včetně modelů pro děti a skládaček, má kolem šedesáti. Po letech odmlky se Gazelle také vrací do segmentu sportovních kol, kde se kromě dnes módních horských kol zaměřuje zejména na modely z dob největší sportovní slávy Gazelle – silniční kola. Od roku 2007, kdy z výrobních pásů Gazelle sjelo první elektrokolo, se velmi zajímavou oblastí portfolia tohoto výrobce stávají právě elektrokola. A nedílnou součástí produkce tohoto nizozemského výrobce jsou také kola v ČR označovaná jako speciální – nákladní jednostopá kola s nákladním boxem a tandemy.